# جامعة كلوج
جامعة كلوج نادي كرة قدم روماني يقع في مدينة كلوج-نابوكا. تأسس النادي في سبتمبر 1919 على يد يوليو هاتييغانو. يلعب النادي حاليا في الدرجة الأولى. يلعب النادي بقميص أبيض وأسود على ملعبه وبقميص أحمر وماروني وذهبي خارج ملعبه. طوال 89 سنة لعب النادي على ملعب يون موينا قبل أن يتحول للعب على ملعب كلوج أرينا الذي بني على أنقاض الملعب السابق في 2011.
يطلق على الفريق لقب القبعات الحمراء لأن طلاب كلية الطب في كلوج كانوا يرتدونها.
يعتبر نادي جامعة كلوج أنجح نادي في منطقة ترانسيلفانيا لولا أنه بدأ في منافسته مؤخرا نادي سي أف آر كلوج.
على الرغم من أن النادي أمضى أغلب السنوات الماضية في الدرجة الأولى إلا أنه لم يحقق البطولة بتاتا بينما حقق بطولة كأس رومانيا مرة واحدة في موسم 1964-1965.

## وصلات خارجية
- Universitatea Cluj الموقع الرسمي